# Wayne C. Smith
Wayne Carleton Smith est un major général de l'United States Army.